# Sankaradas Swamigal
 (décembre 2021).
Sankaradas Swamigal est un dramaturge, écrivain, parolier, producteur et acteur tamoul. Si le théâtre indien a une tradition remontant à plus de 2000 ans, il connut un profond changement à la faveur de la colonisation britannique et de l'urbanisation. Auteur de plus de 50 pièces, Sankaradas Swamigal est avec Pammal Sambandha Mudaliar et Parithimar Kalaignar (en) l'un des membres du trio qui joua un rôle crucial dans le renouveau du théâtre tamoul, et on lui doit le lancement de la carrière de personnalités telles que Modèle:S. G. Kittappa, K. B. Sundarambal, S. V. Venkatraman (en) ou K. Sarangapani (en).

## Biographie
Sankaradas Swamigal avait notamment créé une Boys Company, troupe de théâtre composée uniquement d'hommes qui jouaient aussi les rôles féminins.
Mort à Pondichéry, il est aujourd'hui considéré comme un guru et comme le premier enseignant du théâtre tamoul.